# Everybody (Backstreet's Back)
"Everybody (Backstreet's Back)" là một bài hát của ban nhạc nam nước Mỹ Backstreet Boys nằm trong album phòng thu đầu tay mang tên chính họ ở Hoa Kỳ và Backstreet's Back (1997) trên toàn cầu. Nó được phát hành như là đĩa đơn đầu tiên trích từ Backstreet's Back vào ngày 30 tháng 6 năm 1997 trên toàn cầu, và ở Hoa Kỳ như là đĩa đơn thứ ba trích từ Backstreet Boys vào ngày 31 tháng 3 năm 1998 bởi Jive Records. Bài hát được viết lời và sản xuất bởi Denniz PoP và Max Martin, những cộng tác viên quen thuộc trong sự nghiệp của nhóm. Ban đầu, nó đã không xuất hiện trong album đầu tay của nhóm ở Hoa Kỳ, nhưng sau khi được quyết định làm đĩa đơn và phát hành tại đây, album đã được phát hành lại và tiêu đề của bài hát được bổ sung thêm "Everybody" thay vì chỉ "Backstreet's Back" như trên thị trường quốc tế.
Sau khi phát hành, "Everybody (Backstreet's Back)" nhận được những phản ứng tích cực từ các nhà phê bình âm nhạc, trong đó họ đánh giá cao quá trình sản xuất của nó. Bài hát cũng gặt hái những thành công vượt trội về mặt thương mại, đứng đầu bảng xếp hạng ở Tây Ban Nha và lọt vào top 10 ở hầu hết những quốc gia nó xuất hiện, bao gồm vuơn đến top 5 ở Úc, Áo, Bỉ, Canada, Đan Mạch, Phần Lan, Đức, Hà Lan, Na Uy, Thụy Điển, Thụy Sĩ và Vương quốc Anh. Tại Hoa Kỳ, nó đạt vị trí thứ tư trên bảng xếp hạng Billboard Hot 100, trở thành đĩa đơn thứ hai liên tiếp của họ lọt vào top 5 tại đây và được chứng nhận đĩa Bạch kim từ Hiệp hội Công nghiệp ghi âm Mỹ (RIAA) với việc công nhận một triệu bản đĩa đơn đã được tiêu thụ.
Video ca nhạc cho "Everybody (Backstreet's Back)" được đạo diễn bởi Joseph Kahn với nội dung liên quan đến Halloween đã ngay lập tức nhận được nhiều lượt yêu cầu phát sóng trên những kênh truyền hình âm nhạc như VH1 và MTV, và chiến thắng hạng mục Video xuất sắc nhất của nhóm nhạc trên tổng số hai đề cử tại Giải Video âm nhạc của MTV năm 1998. Để quảng bá bài hát, Backstreet Boys đã trình diễn "Everybody (Backstreet's Back)" trên nhiều chương trình truyền hình và lễ trao giải lớn, như Giải Âm nhạc châu Âu của MTV năm 1997, Giải Video âm nhạc của MTV năm 1998 và Giải thưởng Âm nhạc Mỹ năm 1999 cũng như trong tất cả những chuyến lưu diễn trong sự nghiệp của họ. Đây được xem là bài hát trứ danh trong sự nghiệp của Backstreet Boys, được hát lại và nhại lại bởi nhiều nghệ sĩ khác nhau, bao gồm Westlife, JLS và "Weird Al" Yankovic. Ngoài ra, nó cũng xuất hiện trong nhiều album tổng hợp của nhóm kể từ khi phát hành, như The Hits - Chapter One (2001), Playlist: The Very Best of Backstreet Boys (2010), NKOTBSB (2011) và The Essential Backstreet Boys (2013).

## Video ca nhạc
Video ca nhạc cho "Everybody (Backstreet's Back)" do Joseph Kahn đạo diễn, được quay từ ngày 18–19 tháng 6 năm 1997 ở Los Angeles, California. Nó phát hành ở ngoài thị trường Mỹ vào tháng 7 năm 1997. Video phỏng theo các phim thể loại kinh dị như trong "Thriller" của Michael Jackson. Ý tưởng thực hiện video này được lấy từ chính các thành viên của nhóm. Hãng thu âm đã không ủng hộ ý tưởng này vì nó tốn rất nhiều kinh phí và không tin rằng MTV sẽ tôn vinh video này. Cuối cùng ban nhạc đã phải tự bỏ tiền ra để quay video và yêu cầu hãng hoàn lại tiền khi nó thành công.

### Nội dung
Video được dựng theo nội dung một câu chuyện. Trong một buổi đêm giông bão, chiếc xe buýt chở nhóm bị hỏng và người tài xế của nhóm (Antonio Fargas) khăng khăng đề nghị nhóm nghỉ qua đêm trong một ngôi nhà trông ghê rợn gần đó trong khi ông tìm sự giúp đỡ, và cuối cùng nhóm cũng đã đồng ý vào ngủ trong tòa nhà. Sau đó video quay giấc mơ của các thành viên trong nhóm, mỗi người trong họ đều biến thành một loại quỷ trong các phim kinh dị: Brian Littrell biến thành ma sói; Howie Dorough thành Dracula; Nick Carter là xác ướp; A.J. McLean là Erik trong The Phantom of the Opera; và Kevin Richardson trở thành quỷ hai mặt như trong Dr. Jekyll and Mr. Hyde. Trong giấc mơ, họ ở trong một lâu đài quỷ cùng rất nhiều người ăn mặc trong những bộ trang phục của thế kỉ trước. Đến phần cuối, 5 thành viên trong những nhân vật quỷ cùng đến nhảy trong một căn phòng rộng trong lâu đài cùng rất nhiều người khác. Khi tỉnh dậy, họ đều hoảng hốt và thấy lạ vì cả năm cùng mơ một giấc mơ như nhau. Tuy nhiên khi chuẩn bị bước ra khỏi tòa nhà thì người tài xế đã đứng trước mặt họ trong bộ dạng một con quỷ trong truyện của Frankenstein. Các thành viên hét toáng lên vì sợ hãi và video kết thúc.

### Bản MV năm 2013
Vào năm 2013, Backstreet Boys đã làm khách mời xuất hiện ở cuối  bộ phim This Is the End và trình diễn ca khúc với bối cảnh các thiên thần đang nhảy múa trên thiên đường. Một bản music video cả ca khúc cũng được phát hành lấy từ các cảnh quay của bộ phim.

## Danh sách bài hát
Đĩa CD tại châu Âu
1. "Everybody (Backstreet's Back)" (bản radio) - 3:44
2. "Everybody (Backstreet's Back)" (bản mở rộng) - 4:45

Đĩa CD #1 tại Anh quốc
1. "Everybody (Backstreet's Back)" (bản radio) - 3:44
2. "Everybody (Backstreet's Back)" (bản mở rộng) - 4:45
3. "Everybody (Backstreet's Back)" (Multiman Remix) - 4:09
4. "Everybody (Backstreet's Back)" (Matty's Radio Mix) - 3:55
5. "Everybody (Backstreet's Back)" (Sharp London Vocal Remix) - 6:12

Đĩa CD #2 tại Anh quốc
1. "Everybody (Backstreet's Back)" (bản radio) - 3:44
2. "Everybody (Backstreet's Back)" (bản mở rộng) - 4:45
3. "Boys Will Be Boys" - 4:05

Đĩa CD tại Hoa Kỳ
1. "Everybody (Backstreet's Back)" (bản radio) - 3:48
2. "Everybody (Backstreet's Back)" (Matty's Radio Mix) - 3:57
3. "Everybody (Backstreet's Back)" (video ca nhạc) - 6:00

## Xếp hạng
| Bảng xếp hạng (1997–1998)          | Vị trí cao nhất |
| ---------------------------------- | --------------- |
| Úc (ARIA)                          | 3               |
| Áo (Ö3 Austria Top 40)             | 2               |
| Bỉ (Ultratop 50 Flanders)          | 5               |
| Bỉ (Ultratop 50 Wallonia)          | 5               |
| Canada (RPM)                       | 3               |
| Đan Mạch (Tracklisten)             | 7               |
| Châu Âu (European Hot 100 Singles) | 2               |
| Phần Lan (Suomen virallinen lista) | 4               |
| Pháp (SNEP)                        | 26              |
| Đức (Official German Charts)       | 2               |
| Ireland (IRMA)                     | 10              |
| Ý (FIMI)                           | 6               |
| Hà Lan (Dutch Top 40)              | 5               |
| Hà Lan (Single Top 100)            | 5               |
| New Zealand (Recorded Music NZ)    | 6               |
| Na Uy (VG-lista)                   | 4               |
| Romania (Romanian Top 100)         | 1               |
| Scotland (OCC)                     | 4               |
| Tây Ban Nha (PROMUSICAE)           | 1               |
| Thụy Điển (Sverigetopplistan)      | 4               |
| Thụy Sĩ (Schweizer Hitparade)      | 2               |
| Anh Quốc (OCC)                     | 3               |
| Hoa Kỳ Billboard Hot 100           | 4               |
| Hoa Kỳ Pop Airplay (Billboard)     | 11              |
| Hoa Kỳ Rhythmic (Billboard)        | 14              |

| Bảng xếp hạng (1997)                 | Vị trí |
| ------------------------------------ | ------ |
| Australia (ARIA)                     | 26     |
| Austria (Ö3 Austria Top 40)          | 16     |
| Belgium (Ultratop 50 Flanders)       | 50     |
| Belgium (Ultratop 40 Wallonia)       | 19     |
| Canada (RPM)                         | 39     |
| Denmark (Tracklisten)                | 21     |
| Europe (European Hot 100 Singles)    | 34     |
| Finland (Suomen virallinen lista)    | 43     |
| France (SNEP)                        | 86     |
| Germany (Official German Charts)     | 20     |
| Italy (FIMI)                         | 44     |
| Netherlands (Dutch Top 40)           | 31     |
| Netherlands (Single Top 100)         | 21     |
| New Zealand (Recorded Music NZ)      | 26     |
| Norway Autumn Period (VG-lista)      | 9      |
| Romania (Romanian Top 100)           | 6      |
| Sweden (Sverigetopplistan)           | 46     |
| Switzerland (Schweizer Hitparade)    | 19     |
| UK Singles (Official Charts Company) | 39     |
| Bảng xếp hạng (1998)                 | Vị trí |
| US Billboard Hot 100                 | 22     |

## Chứng nhận
| Quốc gia | Chứng nhận | Số đơn vị/doanh số chứng nhận |
| --- | ---------- | ----------------------------- |
| Úc (ARIA) | Bạch kim   | 70.000^                       |
| Bỉ (BEA) | Vàng       | 0*                            |
| Pháp (SNEP) | Vàng       | 250.000*                      |
| Đức (BVMI) | Vàng       | 0^                            |
| New Zealand (RMNZ) | Bạch kim   | 10.000*                       |
| Thụy Điển (GLF) | Vàng       | 15.000^                       |
| Anh Quốc (BPI) | Bạch kim   | 630,000                       |
| Hoa Kỳ (RIAA) | Bạch kim   | 1,200,000                     |
| * Chứng nhận dựa theo doanh số tiêu thụ. ^ Chứng nhận dựa theo doanh số nhập hàng. ‡ Chứng nhận dựa theo doanh số tiêu thụ và phát trực tuyến. |            |                               |